# Palác Padowetz
Palác Padowetz je budova v centru Brna na nároží ulic Masarykovy a Bašty. Je chráněn jako kulturní památka České republiky.
Objekt byl postaven jako první hotel v Brně v letech 1838–1839 Lorenzem Padowtzem (1795–1869) a jako jeden z mála měl právo honosit se titulem „U císaře rakouského“. Velkoryse pojaté stavbě odpovídalo její architektonické řešení v duchu pozdního klasicismu. Antické prvky se uplatnily ve sloupovém vestibule i na fasádách.

## Dějiny paláce

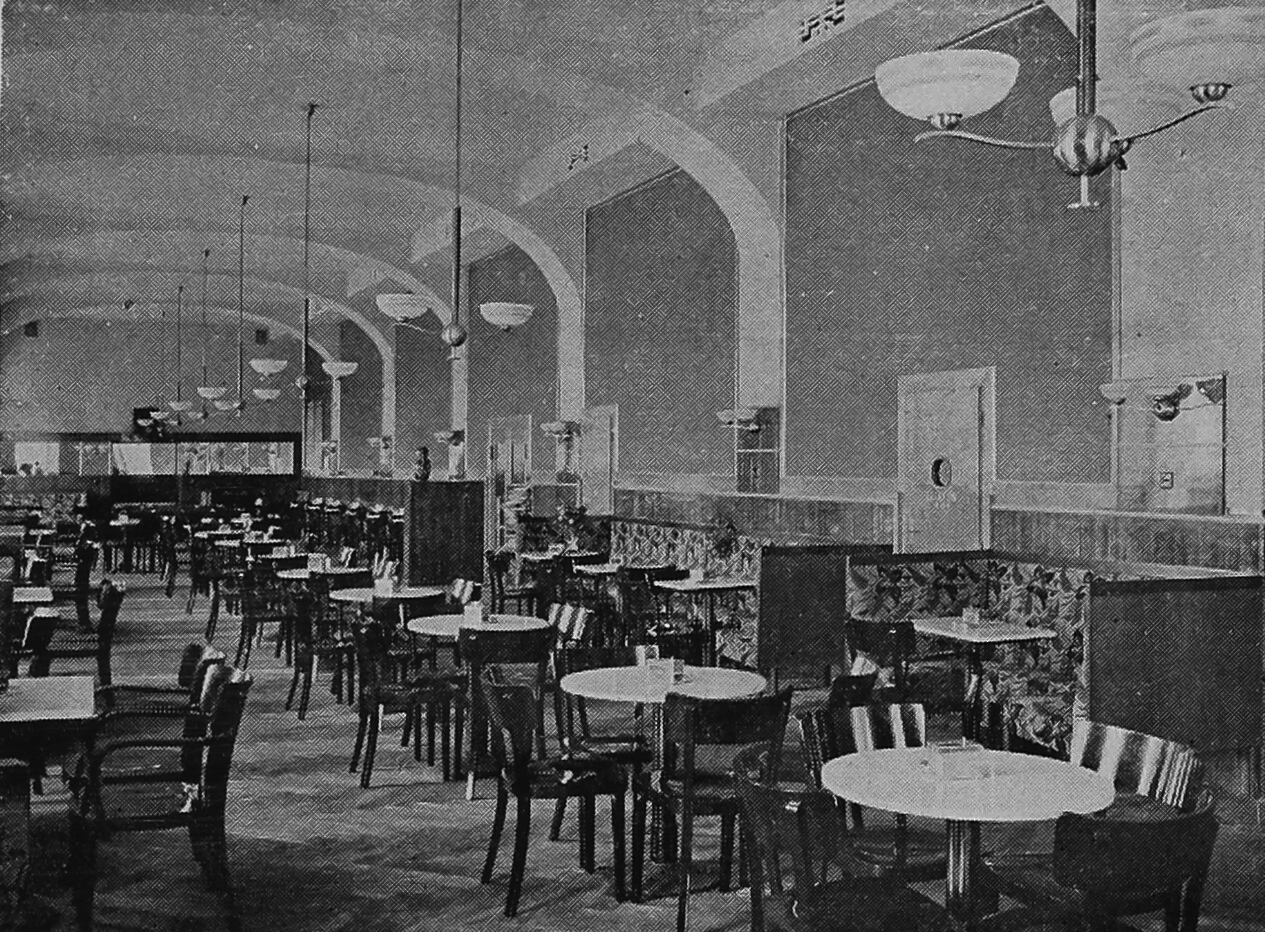
Interiér kavárny Alcron navržený Othmarem Skrabalem

Prodloužení severní parní dráhy císaře Ferdinanda z Vídně až do Brna a zřízení blízkého prvního nádraží v letech 1837–1839, zboření bývalé Židovské brány, vybudování parku na Františkově (prostor mezi ulicí Husovou a kostelem sv. Petra a Pavla) – to vše nebývale zhodnotilo význam této části Brna a zahájilo prudký stavební rozvoj v této oblasti.
Hotel „U císaře rakouského“ podnikatele a statkáře Lorence Padowtze byl postaven v roce 1839 snad podle projektu architekta Josefa Seiferta jako první budova na nově vzniklé ulici Bašty. Kromě Paláce Padowetz zde byly téměř současně s ním postaveny další čtyři luxusní domy významných stavebníků – vlastní dům stavitele Josefa Jakoba – Bašty č. 4, dům Hedviky Rohrerové, č. 6 a dům továrníka Karla Offermanna, č. 8, všechny z let 1839–1840.
Nejvýznamnější z těchto novostaveb je nárožní hotel, jehož sedmnáctiosému hlavnímu průčelí dominuje nárožní balkon a především hlavní vstupní portál. Objekt představuje kombinaci pozdně klasicistního stylu s romantizujícími prvky, jejichž bohatý štukový dekor ostře kontrastuje se strohým „kasárenským“ stylem sousedních činžáků. To vše ještě více zdůrazňuje figurální sochařská výzdoba nad hlavním vstupem – vjezdem, zdobeným iónskými sloupy. Budova byla původně postavena třípatrová. Patrně před polovinou 60. let 19. století byl hotel zvýšen o čtvrté patro, přičemž byla využita původní výzdoba. Součástí hotelu byla také zahradní restaurace, v níž stával pavilon. Roku 1935 byl přestavěn interiér kavárny, tehdy zvané Alcron, podle návrhu architekta Othmara Skrabala.
Hotel úspěšně fungoval včetně restaurace a kavárny až do roku 1939. Tehdejší majitelka domu, Albína Padowcová, podle informaci z Moravského zemského archivu pro svůj židovský původ po příchodu Němců spáchala sebevraždu. Německá okupační moc za války se však hotelu vyhnula. Její podíl se dostal do držení Spořitelny města Brna, jež hotel provozovala do konce války.

## Po roce 1945
Po osvobození Brna zabralo hotel a kavárnu repatriační středisko Ministerstva sociální péče. Nájem restaurace a majetek hotelu převzala národní správa pro ONV Brno. V dubnu 1946 provoz převzala zpět Spořitelna města Brna, hotel byl zrušen a začal fungovat jako administrativní budova.
V roce 1954 byl palác převeden na firmu Ocelostavby n. p. Brno, v roce 1961 byl využíván Královopolskou strojírnou – závodem chemického zařízení. Rok 1968 znamenal převedení budovy na CHEMONT Brno, n. p. V roce 1973 bylo přistavěno na budově hotelu další patro nástavbou s nižšími stropy. Po celou tuto dobu v horních patrech fungovaly kanceláře, komerční plochy v přízemí – restaurace, bistro, obchodní plochy – využívaly RaJ Brno.

## Po listopadu 1989
V rámci kuponové privatizace po listopadu 1989 se památkově chráněná budova dostala do soukromých rukou. Od konce roku 1996 se stala majitelem společnost Palác Padowetz, a. s., jež zde stále pronajímala kanceláře a komerční plochy. Se záměrem obnovit po letech opět činnost hotelu (hotelový řetězec Radisson Hotels) koupila budovu společnost Red Group, jež však z finančních důvodů svoji představu neuskutečnila.
Nový majitel, společnost Lebona, v letech 2010–2015 budovu zrekonstruoval; v roce 2013 byla otevřena restaurace.

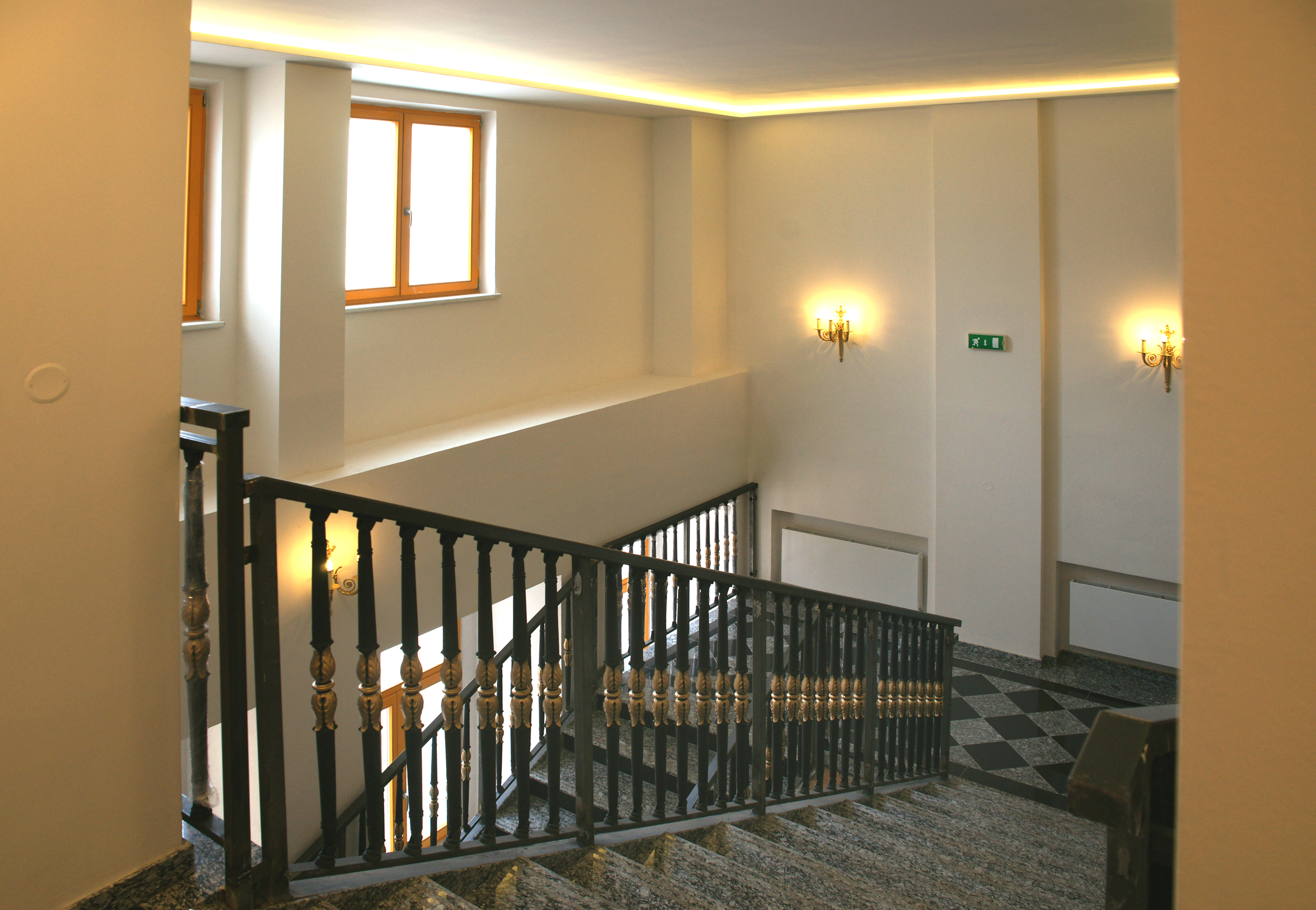
Schodiště
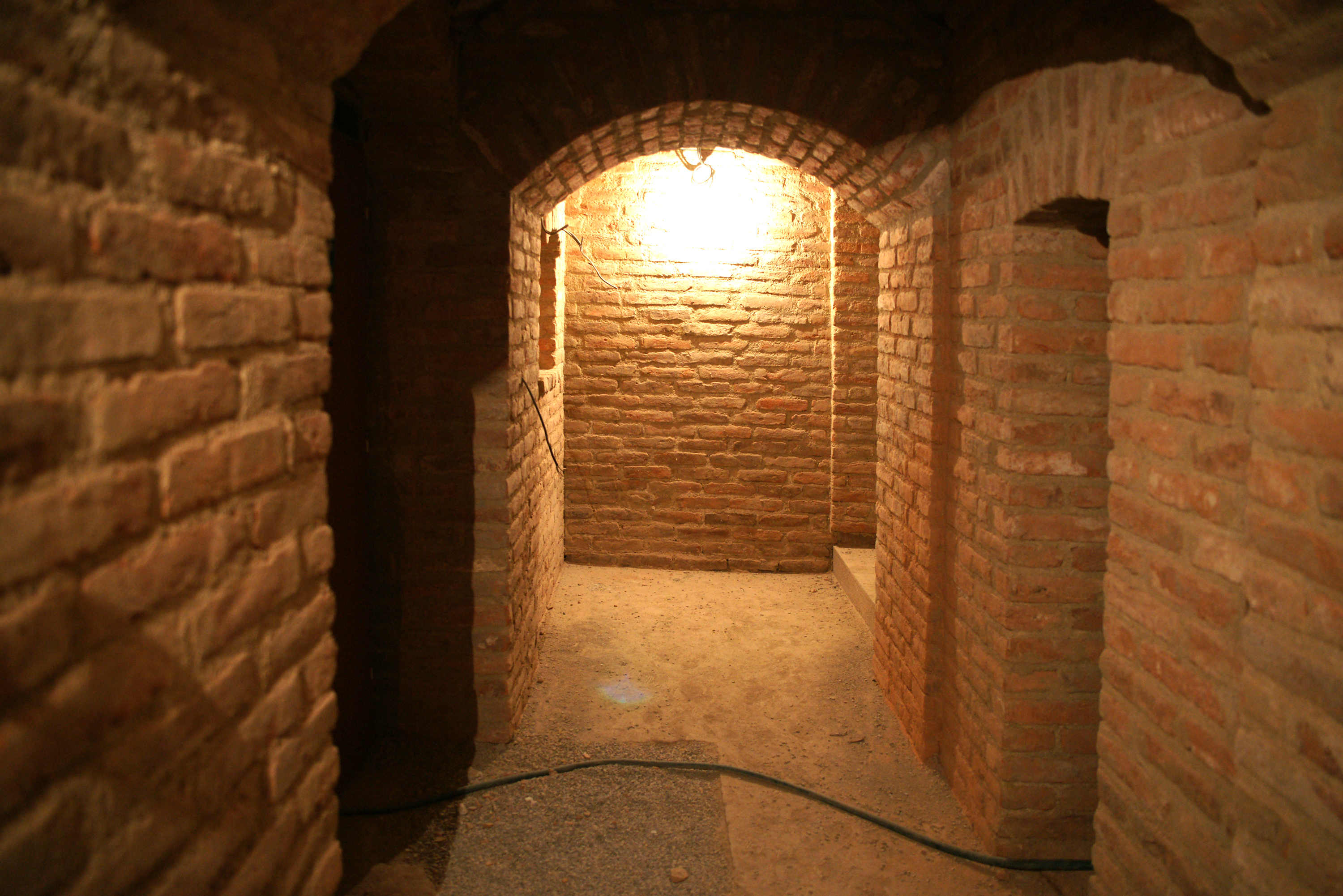
Podzemí
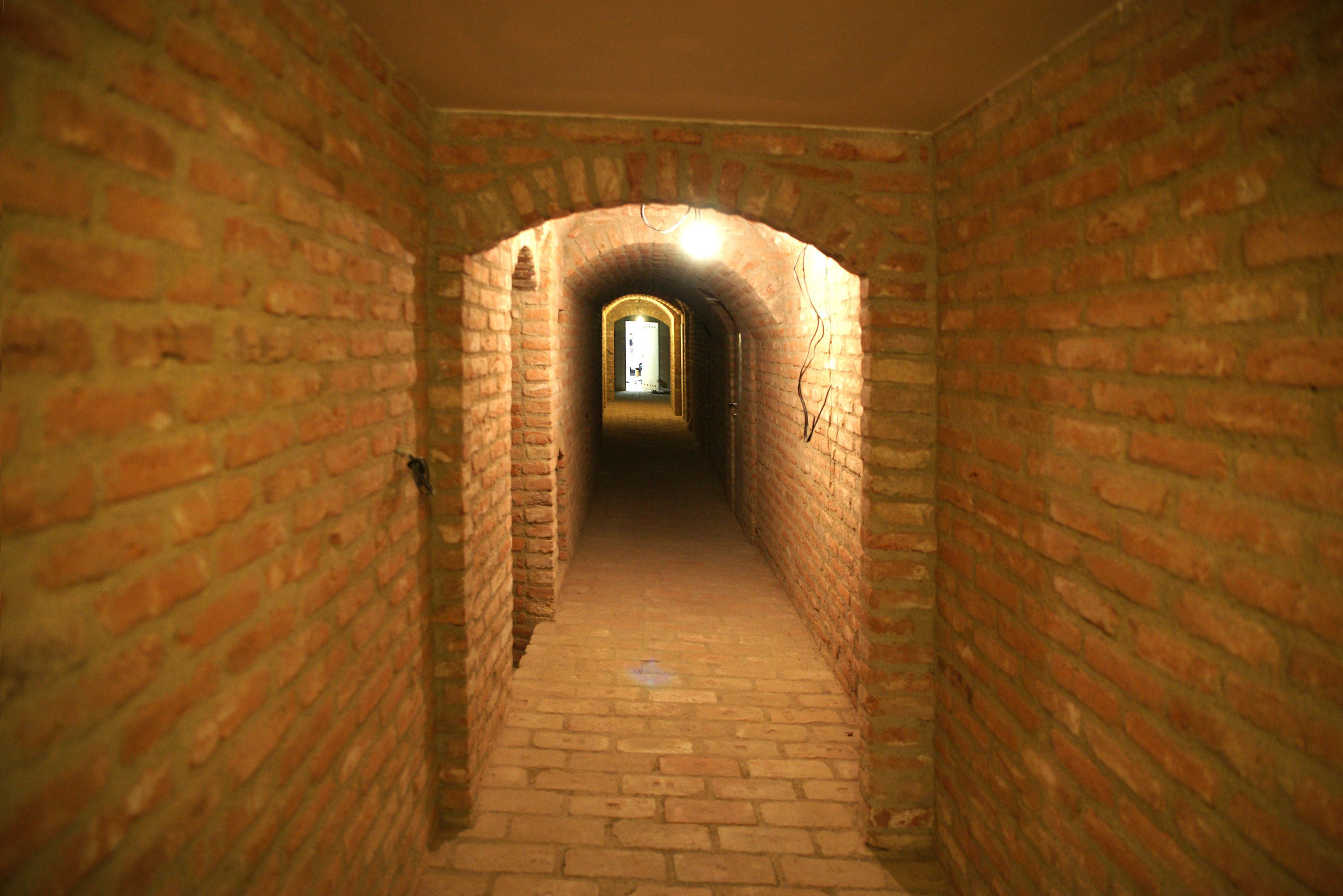
Podzemí

## V literatuře
Hotel Padowetz je jedním z míst, kde se nejčastěji scházejí hrdinové románu Bezejmenní (román) během svého brněnského pobytu.